# Türkiye Kupası 2020/21
Der Türkische Fußballpokal 2020/21 war die 59. Austragung des Fußballpokalwettbewerbs der Herren. Der Pokalwettbewerb startete am 13. Oktober 2020 mit der 1. Runde und endete mit dem Finale zwischen Beşiktaş Istanbul und Antalyaspor am 18. Mai 2021. Beşiktaş Istanbul gewann das Endspiel mit 2:0.

## Teilnehmende Mannschaften
| Süper Lig die 21 Vereine der Saison 2020/21 | TFF 1. Lig die 18 Vereine der Saison 2020/21 | TFF 2. Lig die 39 Vereine der Saison 2020/21 | TFF 3. Lig die 67 Vereine der Saison 2020/21 |
| Alanyaspor Antalyaspor BB Erzurumspor Beşiktaş Istanbul Çaykur Rizespor Denizlispor Fatih Karagümrük SK Fenerbahçe Istanbul Galatasaray Istanbul Gaziantep FK Gençlerbirliği Ankara Göztepe Izmir Hatayspor Istanbul Başakşehir FK Kasımpaşa Istanbul Kayserispor Konyaspor MKE Ankaragücü Sivasspor Trabzonspor (TV) Yeni Malatyaspor | Adana Demirspor Adanaspor Akhisarspor Altay İzmir Altınordu Izmir Ankaraspor Balıkesirspor Bandırmaspor Boluspor Bursaspor Eskişehirspor Giresunspor İstanbulspor Keçiörengücü Menemenspor Samsunspor Tuzlaspor Ümraniyespor | 1922 Konyaspor 24 Erzincanspor Afjet Afyonspor Amed SK Ankara Demirspor Başkent Akademi FK Bayburt Özel İdarespor BB Bodrumspor Çorum FK Elazığspor Ergene Velimeşe SK Etimesgut Belediyespor Eyüpspor Gümüşhanespor Hacettepe SK Hekimoğlu Trabzon İnegölspor Kahramanmaraşspor Karacabey Birlikspor Kardemir Karabükspor Kastamonuspor 1966 Kırklarelispor Kırşehir Belediyespor Kocaelispor Manisa FK Niğde Anadolu FK Pazarspor Pendikspor Sakaryaspor Sancaktepe FK Şanlıurfaspor Sarıyer SK Serik Belediyespor Sivas Belediyespor Tarsus İdman Yurdu Turgutluspor Uşakspor Vanspor FK Zonguldak Kömürspor | Gruppe 1 1877 Alemdağspor Arnavutköy Belediyespor Artvin Hopaspor Belediye Derincespor Bucaspor 1928 Çankaya FK Diyarbekirspor Edirnespor Fatsa Belediyespor Kemerspor 2003 Kızılcabölükspor Manisaspor Malatya Yeşilyurt Belediyespor Nevşehir Belediyespor Ofspor Payasspor Gruppe 2 Ağrı 1970 SK Belediye Kütahyaspor Büyükçekmece Tepecikspor Çengelköyspor Ceyhanspor Darıca Gençlerbirliği Fethiyespor Halide Edip Adıvar SK İskenderun FK Kahta 02 Spor Karaman Belediyespor Mardin Fosfatspor Nazilli Belediyespor Tekirdağspor Tokatspor Yomraspor Yozgatspor 1959 FK Gruppe 3 Altındağspor Arhavispor Batman Petrolspor Çarşambaspor Çatalcaspor Cizrespor Elazığ Karakoçan FK Erbaaspor Esenler Erokspor Gölcükspor İçel İdman Yurdu SK Isparta 32 Spor Karşıyaka SK Osmaniyespor Şile Yıldızspor Yalovaspor Gruppe 4 52 Orduspor 68 Aksaray Belediyespor 1954 Kelkit Belediyespor Adıyaman 1954 SK Alanya Kestelspor Bayrampaşaspor Bergama Belediyespor Bursa Yıldırımspor Düzcespor Karaköprü Belediyespor Kırıkkale Büyük Anadoluspor Kozanspor Modafen FK Muğlaspor Siirt İl Özel İdaresi SK Silivrispor Sultanbeyli Belediyespor |

## 1. Hauptrunde
Die Auslosung für die 1. und 2. Hauptrunde fand am 2. Oktober 2020 statt.
| Datum            |                                | Ergebnis              |                          |
| ---------------- | ------------------------------ | --------------------- | ------------------------ |
| 13.10. 13:00 Uhr | Çarşambaspor                   | 0:1 (0:0)             | Yozgatspor 1959 FK       |
| 13.10. 14:30 Uhr | Altındağspor                   | 1:2 (1:1)             | Çankaya FK               |
| 13.10. 15:30 Uhr | Bergama Belediyespor           | 1:0 (0:0)             | Manisaspor               |
| 14.10. 13:00 Uhr | Mardin Fosfatspor              | 0:3 (0:2)             | Siirt İl Özel İdaresi SK |
| 14.10. 13:30 Uhr | Şile Yıldızspor                | 5:1 (0:1)             | Modafenspor              |
| 14.10. 13:00 Uhr | Arnavutköy Belediyespor        | 2:0 (2:0)             | Çengelköyspor            |
| 14.10. 13:30 Uhr | Yalovaspor                     | 1:1 n. V. (5:3 i. E.) | Halide Edip Adıvar SK    |
| 14.10. 13:00 Uhr | 1877 Alemdağspor               | 1:0 n. V.             | Edirnespor               |
| 14.10. 13:30 Uhr | Belediye Kütahyaspor           | 1:0 (0:0)             | Bursa Yıldırımspor       |
| 14.10. 13:00 Uhr | Kırıkkale Büyük Anadoluspor    | 2:1 (1:0)             | Gölcükspor               |
| 14.10. 13:30 Uhr | Fatsa Belediyespor             | 1:2 (0:1)             | Yomraspor                |
| 14.10. 13:30 Uhr | Elazığ Karakoçan FK            | 1:0 (1:0)             | Batman Petrolspor        |
| 14.10. 13:30 Uhr | Kozanspor FK                   | 2:1 (1:1)             | Kahta 02 Spor            |
| 14.10. 13:00 Uhr | Malatya Yeşilyurt Belediyespor | 1:0 (0:0)             | Adıyaman 1954 Spor       |
| 14.10. 13:30 Uhr | İskenderun FK                  | 2:2 n. V. (3:4 i. E.) | Payasspor                |
| 14.10. 13:30 Uhr | Alanya Kestelspor              | 2:0 (1:0)             | Karaman Belediyespor     |
| 14.10. 15:00 Uhr | Tekirdağspor                   | 2:1 n. V. (1:1)       | Bayrampaşaspor           |
| 14.10. 19:00 Uhr | İçel İdman Yurdu               | 1:1 n. V. (5:4 i. E.) | Ceyhanspor               |
| 15.10. 13:00 Uhr | 52 Orduspor FK                 | 3:2 (2:0)             | Arhavispor               |
| 15.10. 14:30 Uhr | Tokatspor                      | 1:2 (0:2)             | Erbaaspor                |
| 15.10. 19:00 Uhr | Isparta 32 Spor                | 3:2 n. V. (2:2)       | Kemerspor 2003           |

## 2. Hauptrunde
| Datum            |                             | Ergebnis              |                                |
| ---------------- | --------------------------- | --------------------- | ------------------------------ |
| 20.10. 14:30 Uhr | Belediye Kütahyaspor        | 1:2 (0:1)             | Darıca Gençlerbirliği          |
| 20.10. 17:00 Uhr | İçel İdman Yurdu            | 6:0 (4:0)             | Payasspor                      |
| 20.10. 20:00 Uhr | Karşıyaka SK                | 3:0 (1:0)             | Bergama Belediyespor           |
| 21.10. 13:00 Uhr | Elazığ Karakoçan FK         | 1:2 (1:2)             | Diyarbekirspor                 |
| 21.10. 13:00 Uhr | Esenler Erokspor            | 3:3 n. V. (4:2 i. E.) | Arnavutköy Belediyespor        |
| 21.10. 13:30 Uhr | Çatalcaspor                 | 0:1 n. V. (0:0)       | Şile Yıldızspor                |
| 21.10. 13:30 Uhr | Tekirdağspor                | 2:1 (1:1)             | Silivrispor                    |
| 21.10. 13:30 Uhr | Sultanbeyli Belediyespor    | 1:0 (0:0)             | Yalovaspor                     |
| 21.10. 13:30 Uhr | Kırıkkale Büyük Anadoluspor | 1:1 n. V. (4:5 i. E.) | Düzcespor                      |
| 21.10. 13:30 Uhr | 1954 Kelkit Belediyespor    | 0:1 (0:0)             | Artvin Hopaspor                |
| 21.10. 13:30 Uhr | Ofspor                      | 0:1 (0:0)             | Yomraspor                      |
| 21.10. 13:30 Uhr | Cizrespor                   | 2:1 (1:0)             | Siirt İl Özel İdaresi SK       |
| 21.10. 13:30 Uhr | Nevşehir Belediyespor       | 1:0 (1:0)             | Kozanspor FK                   |
| 21.10. 13:30 Uhr | Muğlaspor                   | 1:1 n. V. (3:1 i. E.) | Kızılcabölükspor               |
| 21.10. 13:30 Uhr | Isparta 32 Spor             | 0:1 (0:0)             | Alanya Kestelspor              |
| 21.10. 14:30 Uhr | 68 Aksaray Belediyespor     | 3:2 n. V. (1:1)       | Malatya Yeşilyurt Belediyespor |
| 21.10. 19:00 Uhr | Fethiyespor                 | 2:1 (1:1)             | Nazilli Belediyespor           |
| 22.10. 13:00 Uhr | Ağrı 1970 Spor              | 1:2 (1:1)             | 52 Orduspor FK                 |
| 22.10. 13:00 Uhr | Erbaaspor                   | 0:1 (0:0)             | Yozgatspor 1959 FK             |
| 22.10. 13:30 Uhr | Büyükçekmece Tepecikspor    | 1:0 (0:0)             | 1877 Alemdağspor               |
| 22.10. 13:30 Uhr | Karaköprü Belediyespor      | 1:0 (1:0)             | Osmaniyespor FK                |
| 22.10. 15:00 Uhr | Belediye Derincespor        | 3:0 (1:0)             | Çankaya FK                     |
| 22.10. 19:00 Uhr | Bucaspor 1928               | 0:1 (0:1)             | Somaspor                       |

## 3. Hauptrunde
| Datum            |                       | Ergebnis              |                          |
| ---------------- | --------------------- | --------------------- | ------------------------ |
| 03.11. 13:00 Uhr | Balıkesirspor         | 2:2 n. V. (5:6 i. E.) | Esenler Erokspor         |
| 03.11. 13:00 Uhr | Tuzlaspor             | 2:1 (1:0)             | Bayburt Özel İdarespor   |
| 03.11. 15:30 Uhr | Altay Izmir           | 0:2 (0:0)             | 1922 Konyaspor           |
| 03.11. 15:30 Uhr | Adanaspor             | 2:1 (1:1)             | 68 Aksaray Belediyespor  |
| 03.11. 18:00 Uhr | BB Erzurumspor        | 6:2 (4:0)             | Karaköprü Belediyespor   |
| 03.11. 20:30 Uhr | MKE Ankaragücü        | 1:2 (0:0)             | Kocaelispor              |
| 04.11. 13:00 Uhr | Ankaraspor            | 3:1 (1:0)             | Pazarspor                |
| 04.11. 13:00 Uhr | Giresunspor           | 2:0 (2:0)             | Tekirdağspor             |
| 04.11. 13:00 Uhr | Keçiörengücü          | 6:0 (1:0)             | Büyükçekmece Tepecikspor |
| 04.11. 13:00 Uhr | Menemenspor           | 1:1 n. V. (8:9 i. E.) | 24 Erzincanspor          |
| 04.11. 13:00 Uhr | Manisa FK             | 2:0 (1:0)             | Gümüşhanespor            |
| 04.11. 13:00 Uhr | Ümraniyespor          | 0:1 (0:0)             | Kırklarelispor           |
| 04.11. 13:00 Uhr | Bandırmaspor          | 3:1 (3:0)             | Belediye Derincespor     |
| 04.11. 13:00 Uhr | Boluspor              | 2:1 (0:0)             | Hacettepe SK             |
| 04.11. 13:00 Uhr | Hekimoğlu Trabzon     | 2:1 (0:1)             | 52 Orduspor              |
| 04.11. 15:30 Uhr | Altınordu Izmir       | 2:1 (0:1)             | Fethiyespor              |
| 04.11. 15:30 Uhr | Adana Demirspor       | 3:1 (2:0)             | Alanya Kestelspor        |
| 04.11. 15:30 Uhr | Fatih Karagümrük SK   | 2:2 n. V. (4:3 i. E.) | Nevşehir Belediyespor    |
| 04.11. 18:00 Uhr | Kayserispor           | 5:0 (4:0)             | Yomraspor                |
| 04.11. 20:30 Uhr | Bursaspor             | 1:1 n. V. (7:6 i. E.) | Karşıyaka SK             |
| 05.11. 13:00 Uhr | BB Bodrumspor         | 2:2 n. V. (7:8 i. E.) | Niğde Anadolu FK         |
| 05.11. 13:00 Uhr | İnegölspor            | 2:2 n. V. (1:4 i. E.) | Sultanbeyli Belediyespor |
| 05.11. 13:00 Uhr | Samsunspor            | 1:3 (1:2)             | Muğlaspor                |
| 05.11. 13:00 Uhr | Kahramanmaraşspor     | 2:0 (1:0)             | Somaspor                 |
| 05.11. 13:00 Uhr | Sancaktepe FK         | 2:2 n. V. (2:3 i. E.) | Serik Belediyespor       |
| 05.11. 13:00 Uhr | Tarsus İdman Yurdu    | 3:1 (2:0)             | İçel İdman Yurdu SK      |
| 05.11. 13:00 Uhr | Zonguldak Kömürspor   | 2:3 (0:2)             | Darıca Gençlerbirliği    |
| 05.11. 13:00 Uhr | Afjet Afyonspor       | 2:1 (1:0)             | Kardemir Karabükspor     |
| 05.11. 13:00 Uhr | Uşakspor              | 6:0 (4:0)             | Şile Yıldızspor          |
| 05.11. 13:00 Uhr | Kırşehir Belediyespor | 2:1 n. V. (1:1)       | Yozgatspor 1959 FK       |
| 05.11. 13:00 Uhr | Çorum FK              | 3:0 (1:0)             | Eyüpspor                 |
| 05.11. 13:00 Uhr | Kastamonuspor 1966    | 1:0 n. V.             | Amed SK                  |
| 05.11. 13:00 Uhr | Ankara Demirspor      | 2:0 (1:0)             | Mamak FK                 |
| 05.11. 13:00 Uhr | Ergene Velimeşe SK    | 0:3 (0:2)             | Karacabey Birlikspor     |
| 05.11. 13:00 Uhr | Sarıyer SK            | 2:4 (1:2)             | Turgutluspor             |
| 05.11. 13:00 Uhr | Vanspor FK            | 1:2 (0:1)             | Sivas Belediyespor       |
| 05.11. 13:00 Uhr | Pendikspor 1          | -:-                   | Düzcespor                |
| 05.11. 15:30 Uhr | Istanbulspor          | 3:2 (2:2)             | Elazığspor               |
| 05.11. 15:30 Uhr | Sakaryaspor           | 2:0 (1:0)             | Diyarbekirspor           |
| 05.11. 15:30 Uhr | Eskişehirspor         | 3:2 (1:2)             | Cizrespor                |
| 05.11. 15:30 Uhr | Akhisarspor           | 0:0 n. V. (4:5 i. E.) | Etimesgut Belediyespor   |
| 05.11. 18:00 Uhr | Yeni Malatyaspor      | 2:0 (0:0)             | Artvin Hopaspor          |
| 05.11. 20:30 Uhr | Hatayspor             | 2:1 (1:0)             | Şanlıurfaspor            |

## 4. Hauptrunde
| Datum            |                       | Ergebnis              |                          |
| ---------------- | --------------------- | --------------------- | ------------------------ |
| 24.11. 13:00 Uhr | Gençlerbirliği Ankara | 1:0 (0:0)             | Kırşehir Belediyespor    |
| 24.11. 14:30 Uhr | Ankaraspor            | 1:1 n. V. (0:3 i. E.) | Muğlaspor                |
| 24.11. 14:30 Uhr | Giresunspor           | 1:1 n. V. (8:7 i. E.) | Niğde Anadolu FK         |
| 24.11. 14:30 Uhr | Boluspor              | 2:1 n. V. (1:1, 0:0)  | Kahramanmaraşspor        |
| 24.11. 15:00 Uhr | Denizlispor           | 1:2 (0:1)             | Turgutluspor             |
| 24.11. 17:00 Uhr | Fatih Karagümrük SK   | 0:3 (0:2)             | Esenler Erokspor         |
| 24.11. 19:00 Uhr | Adanaspor             | 2:2 n. V. (4:3 i. E.) | Sakaryaspor              |
| 24.11. 19:00 Uhr | Bursaspor             | 1:0 (1:0)             | 1922 Konyaspor           |
| 24.11. 21:00 Uhr | Fenerbahçe Istanbul   | 4:0 (1:0)             | Sivas Belediyespor       |
| 25.11. 13:00 Uhr | Bandırmaspor          | 0:1 (0:1)             | Darıca Gençlerbirliği    |
| 25.11. 13:00 Uhr | Tuzlaspor             | 5:1 (3:0)             | Sultanbeyli Belediyespor |
| 25.11. 13:00 Uhr | Keçiörengücü          | 1:2 n. V. (1:1, 0:1)  | Kocaelispor              |
| 25.11. 13:00 Uhr | Yeni Malatyaspor      | 2:0 (0:0)             | Etimesgut Belediyespor   |
| 25.11. 14:30 Uhr | Istanbulspor          | 0:1 (0:1)             | Tarsus İdman Yurdu       |
| 25.11. 14:30 Uhr | Altınordu Izmir 2     | -:-                   | Çorum FK                 |
| 25.11. 14:30 Uhr | Eskişehirspor         | 2:0 (0:0)             | Kastamonuspor 1966       |
| 25.11. 15:00 Uhr | Hatayspor             | 2:2 n. V. (4:5 i. E.) | Karacabey Belediyespor   |
| 25.11. 17:00 Uhr | Gaziantep FK          | 3:0 (1:0)             | Serik Belediyespor       |
| 25.11. 19:00 Uhr | Adana Demirspor       | 4:1 (2:1)             | Afjet Afyonspor          |
| 25.11. 19:00 Uhr | Antalyaspor           | 2:0 (1:0)             | Pendikspor               |
| 25.11. 21:00 Uhr | Çaykur Rizespor       | 6:0 (3:0)             | Uşakspor                 |
| 26.11. 13:00 Uhr | BB Erzurumspor        | 3:2 n. V. (2:2, 1:1)  | Ankara Demirspor         |
| 26.11. 15:00 Uhr | Kasımpaşa Istanbul    | 3:0 (0:0)             | 24 Erzincanspor          |
| 26.11. 17:00 Uhr | Kayserispor           | 3:3 n. V. (3:4 i. E.) | Hekimoğlu Trabzon        |
| 26.11. 19:00 Uhr | Konyaspor             | 7:0 (4:0)             | Manisa FK                |
| 26.11. 21:00 Uhr | Göztepe Izmir         | 2:0 (0:0)             | Kırklarelispor           |

## 5. Hauptrunde
| Datum            |                        | Ergebnis              |                        |
| ---------------- | ---------------------- | --------------------- | ---------------------- |
| 15.12. 13:00 Uhr | Kasımpaşa Istanbul     | 5:0 (3:0)             | Muğlaspor              |
| 15.12. 15:00 Uhr | Çaykur Rizespor        | 3:0 (3:0)             | Eskişehirspor          |
| 15.12. 17:00 Uhr | Yeni Malatyaspor       | 5:0 (2:0)             | Hekimoğlu Trabzon      |
| 15.12. 18:30 Uhr | Göztepe Izmir          | 4:5 n. V. (3:3, 1:1)  | Bursaspor              |
| 15.12. 21:00 Uhr | Galatasaray Istanbul   | 1:0 (1:0)             | Darıca Gençlerbirliği  |
| 16.12. 13:00 Uhr | BB Erzurumspor         | 5:1 (3:1)             | Esenler Erokspor       |
| 16.12. 14:00 Uhr | Gaziantep FK           | 3:2 (1:1)             | Kocaelispor            |
| 16.12. 16:00 Uhr | Alanyaspor             | 5:1 (2:1)             | Adanaspor              |
| 16.12. 18.15 Uhr | Trabzonspor            | 2:2 n. V. (3:4 i. E.) | Adana Demirspor        |
| 16.12. 21:00 Uhr | Fenerbahçe Istanbul    | 1:0 (1:0)             | Karacabey Belediyespor |
| 17.12. 13:00 Uhr | Konyaspor              | 3:1 (1:1)             | Altınordu Izmir        |
| 17.12. 13:00 Uhr | Gençlerbirliği Ankara  | 0:2 (0:2)             | Tuzlaspor              |
| 17.12. 15:00 Uhr | Antalyaspor            | 1:0 (0:0)             | Boluspor               |
| 17.12. 17:00 Uhr | Sivasspor              | 1:0 (0:0)             | Giresunspor            |
| 17.12. 19:00 Uhr | Istanbul Başakşehir FK | 7:0 (1:0)             | Turgutluspor           |
| 17.12. 21:00 Uhr | Beşiktaş Istanbul      | 3:1 (2:0)             | Tarsus İdman Yurdu     |

## Achtelfinale
| Datum            |                     | Ergebnis              |                        |
| ---------------- | ------------------- | --------------------- | ---------------------- |
| 12.01. 15:45 Uhr | Bursaspor           | 0:3 (0:3)             | Antalyaspor            |
| 12.01. 18:45 Uhr | Sivasspor           | 2:1 n. V. (1:1, 1:1)  | Adana Demirspor        |
| 12.01. 20:45 Uhr | Yeni Malatyaspor    | 1:1 n. V. (6:7 i. E.) | Galatasaray Istanbul   |
| 13.01. 15:45 Uhr | Konyaspor           | 2:1 (2:0)             | Gaziantep FK           |
| 13.01. 18:45 Uhr | Tuzlaspor           | 1:5 (1:2)             | Istanbul Başakşehir FK |
| 13.01. 20:45 Uhr | Beşiktaş Istanbul   | 1:0 (0:0)             | Çaykur Rizespor        |
| 14.01. 18:45 Uhr | Alanyaspor          | 4:1 (2:1)             | BB Erzurumspor         |
| 14.01. 20:45 Uhr | Fenerbahçe Istanbul | 1:0 (0:0)             | Kasımpaşa Istanbul     |

## Viertelfinale
| Datum            |                      | Ergebnis              |                        |
| ---------------- | -------------------- | --------------------- | ---------------------- |
| 09.02. 18:45 Uhr | Fenerbahçe Istanbul  | 1:2 n. V. (1:1, 0:1)  | Istanbul Başakşehir FK |
| 10.02. 18:45 Uhr | Galatasaray Istanbul | 2:3 (0:2)             | Alanyaspor             |
| 11.02. 17:45 Uhr | Sivasspor            | 0:1 (0:0)             | Antalyaspor            |
| 11.02. 20:45 Uhr | Konyaspor            | 1:1 n. V. (2:3 i. E.) | Beşiktaş Istanbul      |

## Halbfinale
| Datum            |                   | Ergebnis             |                        |
| ---------------- | ----------------- | -------------------- | ---------------------- |
| 16.03. 20:45 Uhr | Beşiktaş Istanbul | 3:2 n. V. (2:2, 2:0) | Istanbul Başakşehir FK |
| 17.03. 20:45 Uhr | Antalyaspor       | 2:0 (1:0)            | Alanyaspor             |

## Finale
| Paarung           | Antalyaspor – Beşiktaş Istanbul |
| Ergebnis          | 0:2 (0:2) |
| Datum             | 18. Mai 2021 um 20:45 Uhr |
| Stadion           | Gürsel Aksel Stadyumu, Izmir |
| Schiedsrichter    | Ali Palabıyık (Ankara) |
| Tore              | 0:1 Josef (3.) 0:2 Rosier (30.) |
| Antalyaspor       | Ruud Boffin – Fjodor Kudrjaschow, Naldo, Veysel Sarı, Bünyamin Balcı (70. Sidney Sam) – Amilton, Nuri Şahin (79. Ufuk Akyol), Hakan Özmert (46. Mert Yılmaz), Fredy, Gökdeniz Bayrakdar – Lukas Podolski Cheftrainer: Ersun Yanal                                                 |
| Beşiktaş Istanbul | Utku Yuvakuran – Fabrice N’Sakala, Domagoj Vida, Welinton, Valentin Rosier – Georges-Kévin N’Koudou (65. Gökhan Töre), Josef, Necip Uysal (65. Dorukhan Toköz), Atiba Hutchinson (78. Bernard Mensah), Rachid Ghezzal (86. Rıdvan Yılmaz) – Cyle Larin Cheftrainer: Sergen Yalçın |
| Gelbe Karten      | Şahin (63.), Kudrjaschow (73.), Naldo (85.) – Yuvakuran (87.) |

## Torschützenliste
| Rang              | Name                   | Mannschaft              | Tore |
| ----------------- | ---------------------- | ----------------------- | ---- |
| 1.                | Khouma Babacar         | Alanyaspor              | 4    |
| 1.                | Fredrik Gulbrandsen    | Istanbul Başakşehir FK  | 4    |
| 1.                | Jugurtha Hamroun       | BB Erzurumspor          | 4    |
| 1.                | Batuhan Kör            | Bursaspor               | 4    |
| 1.                | Kemal Rüzgar           | Çaykur Rizespor         | 4    |
| 6.                | Vedat Bora             | Tuzlaspor               | 3    |
| 6.                | Gökhan Demir           | Arnavutköy Belediyespor | 3    |
| 6.                | Hacı Ömer Doğru        | Ankaraspor              | 3    |
| 6.                | Tahsin Hacımustafaoğlu | Şile Yıldızspor         | 3    |
| 6.                | Paolo Hurtado          | Konyaspor               | 3    |
| 6.                | Batuhan Karadeniz      | Hekimoğlu Trabzon       | 3    |
| 6.                | Cyle Larin             | Beşiktaş Istanbul       | 3    |
| 6.                | Jetmir Topalli         | Yeni Malatyaspor        | 3    |
| 6.                | Tunay Torun            | Çaykur Rizespor         | 3    |
| Stand: Saisonende |                        |                         |      |